# Кошмарная клиника
Кошмарная клиника (англ. The Hostile Hospital) — новелла Лемони Сникета, восьмая из серии книг «33 несчастья» о сиротах Вайолет, Клаусе и Солнышке Бодлерах.

## Сюжет
Троица Бодлер оказалась в Пустошах — местности, напоминающей дикий запад. Они останавливаются у магазина с мрачным названием «Последний шанс» и пытаются оттуда связаться с мистером По с помощью телеграфа, но им это не удаётся.
Когда владелец магазина узнаёт, что они — «убийцы», о которых пишет газета «Дейли Пунктилио», Бодлеры покидают магазин, примкнув к Группе Поющих Волонтёров, так как думают, что Волонтёры и есть «Г.П.В.» (значение этих букв связано с тайной смерти их родителей). Волонтёры не читают газеты, поэтому не узнали Бодлеров.
Группа Поющих Волонтёров отправляется к недостроенной больнице, чтобы развлечь больных, находящихся в ней. Там Вайолет, Клаус и Солнышко устраиваются на работу в отдел документации. Их коллега — Хэл, пожилой мужчина, который не читает «Дейли Пунктилио», и не знает о Бодлерах. Хэл часто говорил детям, что они ему кого-то напоминают, и в одном из разговоров он вспомнил, что видел их в неком «Сникетовском досье» (отдел документации занимался документами не только больницы, а был по сути архивом самых разных бумаг). Дети заинтересованы прочитать его, так как оно может быть связано с их родителями, но Хэл не разрешает им читать документы (это его главное правило), и они решают обмануть Хэла.
Однажды они подменили его связку ключей от шкафов с бумагами на ленту Вайолет, на которую Солнышко нанизала скрепки. Хэл не заметил подмены, и Бодлеры проникли в отдел документации, пока там не было Хэла, и начали искать досье.
Когда они его нашли, они увидели, что в нём только одна страница № 13, остальные кто-то забрал. Там была фотография их родителей, Жака Сникета и какого-то мужчины (у него не было видно лица) с блокнотом и пером в руках на фоне дома № 667, где они жили у Эсме Сколор (см. Липовый лифт), а сверху стояла надпись:
На основании фактов, обсуждаемых на странице девять, эксперты подозревают, что в пожаре, скорее всего, уцелел один человек, однако местонахождение оставшегося в живых не известно.
Тут их обнаружила Эсме, которую послал Граф Олаф. Она пыталась поймать детей, Клаус и Солнышко сбежали, а Вайолет осталась с Эсме. Клаус и Солнышко усшыали объявление зава человеческими ресурсами (коим был Граф Олаф), о том, что скоро в больнице некой девочке будет проведена первая в мире краниэктомия (Клаус смог перевести это как «удаление черепа»), поняли, что речь идёт о Вайолет, и примкнули к Поющим Волонтёрам, посещающим больных, и ходили по палатам вместе с ними, прикрывая свои лица воздушными шарами, чтобы их никто не узнал, но Вайолет нигде не было.
Они спрятались в кладовой со списком больных, которых посетит Г.П.В., но в списке не было Вайолет. Они по записям Айседоры и Дункана Квегмайров поняли, что Граф Олаф составляет анаграммы для создания псевдонимов, и разгадали, что Вайолет лежит в закрытом Хирургическом Отделении с псевдонимом «Лора В. Бледотей», являющимся анаграммой её имени. В халатах они примыкают к Лысому и Крюкастому, пособникам Графа, и те принимают их за своих сообщниц — двух женщин с бледными лицами. Они везут Вайолет на носилках в Хирургический Театр, где будет проведена операция. Там их личность раскрывают, и труппа Олафа пытается их поймать, но Бодлеры (вместе с Вайолет) сбегают. Тем временем больницу охватывает пожар, и дети выпрыгивают из окна, подстраховавшись резиновой верёвкой.
Они залезают в багажник Графа Олафа, оставаясь незамеченными. Олаф и его сообщники садятся в машину и едут к Мадам Лулу.